# 盘古大模型
盘古大模型是华为云推出的一种人工智能大模型，该模型在各种领域都有广泛的应用，已在煤矿、铁路、气象、金融、代码开发、数字内容生成等领域发挥作用。
大型学习语言模型的名称“盘古”源自中国神话和民间传说中的盘古，盘古是与创世有关的原始人物。

## 历史

### 早期发展
2023年4月，华为发布论文详细介绍了盘古-Σ的开发。盘古-Σ是一个拥有1.085万亿个参数的庞大语言模型。该模型基于华为MindSpore 5框架开发，在搭载512颗昇腾910 AI加速器芯片的集群系统上训练超过100天，处理了40多种自然语言和编程语言的3290亿个token。
盘古-Σ 融合了随机路由专家和变压器解码器架构，可轻松提取子模型，用于对话、翻译、代码生成和自然语言解释等各种应用。与具有相同超参数的混合专家模型相比，该模型的训练吞吐量提高了6.3倍。在中文领域，它在零样本设置下，在6个任务中的表现超越了之前最先进的模型。盘古-Σ 基于40个领域的数据集进行训练，包括中文、英语、双语和代码，在少样本学习（自然语言处理）、开放领域讨论、问答、机器翻译和代码编写方面表现出色。

### 发动
在2023年7月7日举行的华为开发者大会上，华为推出盘古大模型3.0，利用华为云解决方案为政府、金融、制造、采矿和气象等行业量身定制。次月，华为推出具有人工智能的智慧助手小艺，可根据用户语音回复和生成文案，并将用于鸿蒙操作系统4.0所支持的设备。
LLM专为寻求在人工智能行业中占据优势的企业而设计，它注重任务执行而不是创造性工作，这与聊天机器人、诗歌和视觉内容创作等用于一般用途的传统模型不同。
华为的LLM采用与ChatGPT相同的技术，具有分层架构，允许客户将模型适应各种任务并在自己的数据集上进行训练，使其适用于各个行业。

### 更新
2023年8月5日，华为与欧洲中期天气预报中心合作，推出了一个全球天气预报AI模型。该模型采用了华为云解决方案以及基于MindSpore的盘古天气模型。该模型可在ECMWF网站上访问，旨在提供精准的天气数据。
2023年12月19日，华为宣布面向全球市场推出基于盘古AI金融平台的金融服务。这家科技巨头在2023年华为云金融科技峰会上推出了这款产品，旨在以高效的功能重塑数字金融行业，助力全球金融科技公司发展。该平台融合了人工智能、大数据分析和区块链等多种先进技术。
2024年6月21日，在HDC 2024大会上，华为宣布升级版盘古5.0与鸿蒙星河版一同发布。该版本与鸿蒙集成，鸿蒙配备了更智能的虚拟助手小艺，并专注于对其大型语言模型平台进行生成式AI更新，用于创建新内容，例如文本、代码或图像。为了让广泛的开发者和企业能够使用盘古，它提供了可扩展的选项：针对资源有限的用户，提供计算能力较低的小型模型；针对需要更多处理能力的复杂任务，提供容量更大的大型模型。
2025年6月30日，华为宣布开源盘古70亿参数的稠密模型、盘古Pro MoE 720亿参数的混合专家模型。

## 技术规格
盘古大模型3.0面向行业应用，采用5+N+X三层架构。
- 第一层（L0）：包含盘古的五大基础模型，为不同的行业场景提供丰富的能力。这些模型包括自然语言处理模型、视觉模型、多模态模型、预测模型和科学计算模型。
- 第二层（L1）：由N个大型行业特定模型组成。这些模型使用来自政府、金融、制造、采矿和气象等各行各业的公共数据进行训练。此外，它还使用来自L0和L1的客户自有数据，为每个客户量身定制训练专有模型。
- 第三层（L2）：为客户提供详细的场景化模型。该层针对具体的应用或业务需求，提供可立即使用的模型服务。

华为云业务部门更新的华为盘古模型5.0具有三大关键特性：适应不同业务场景、多风格建模和高级智能。华为将 AI 模型平台分为四个系列，每个系列具有不同的参数尺度：
- 盘古E系列：嵌入式版本支持手机、平板、PC等设备上的智能应用，参数规模达10亿级。
- 盘古P系列：专业版拥有百亿参数规模，非常适合低延迟、低成本的推理条件。
- 盘古U系列：Ultra版本有两种版本，分别拥有1350亿和2300亿个参数，能够处理复杂任务并作为大型模型的基础。
- 盘古S系列：超级盘古是其顶级版本，拥有万亿级参数，旨在管理跨域或多任务应用等高级AI技术场景。

### 盘古气象大模型
盘古气象大模型（英语：Pangu-Weather）是盘古大模型的一个重要应用，它是首个精度超过传统数值预报方法的AI预测模型。该模型突破了AI预报天气精度不及传统数值预报的世界性难题，对比传统方法预测速度提升10000倍，可秒级完成对全球气象的预测。盘古气象大模型的水平空间分辨率达到0.25°×0.25°，时间分辨率为1小时，覆盖13层垂直高度，可以精准地预测细粒度气象特征。

## 争议

### Pro MoE 模型指纹相似性争议（2025 年）
2025年7月4日，一个在 GitHub 上新注册的 "Honest AGI" 账号发布技术报告，称华为开源的 PanGu-Pro-MoE 72B 与阿里云 Qwen 2.5-14B 模型在多头注意力参数的标准差指纹上相关系数高达 0.927，据此推测盘古模型可能并非从零训练，而是基于 Qwen 权重继续训练。该仓库数小时后被删除，同日晚间同名账号重新建立镜像仓库并重发报告，引发外界对报告来源与方法的关注。与此同时，一封署名"华为诺亚方舟实验室员工"的匿名长文《盘古之殇》在 GitHub 流传，文章指称团队内部存在"套壳、洗水印"等做法，并描述了研发流程与管理矛盾。

#### 华为官方说明
7月5日，华为诺亚方舟实验室通过多家媒体发布声明指出：盘古系列模型依托自研昇腾芯片全栈训练，未在第三方模型权重上进行增量训练；仓库中出现的 Qwen 许可证属于对开源代码的合规引用；"标准差指纹"方法缺乏公认的科学验证，不能据此认定模型同源。

#### 社区与学术讨论
多名研究者对 Honest AGI 报告的严谨性提出质疑，指出报告中列出的数篇参考文献在 arXiv 检索不到，且算法未经同行评审。亦有开发者复现该"指纹"算法并发现，不同架构或层数的模型之间亦可能出现较高相关性，认为数据不足以直接证明权重复用。截至2025年7月，尚无独立第三方机构发布正式鉴定结论，事件仍在持续讨论中。